# Équipe cycliste VDM-Trawobo

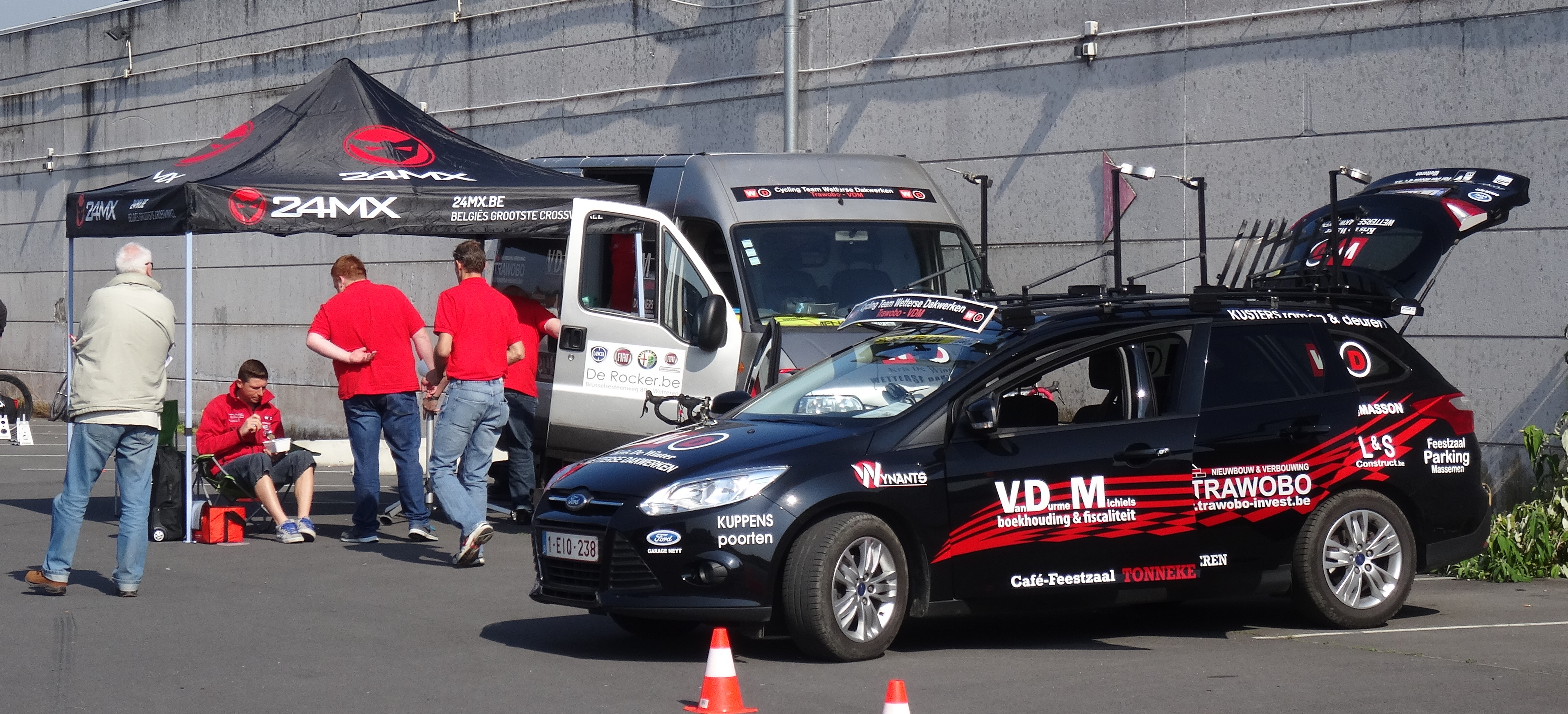
Une des voitures de l'équipe lors du Grand Prix Criquielion 2014.

L'équipe cycliste VDM-Trawobo est une équipe cycliste belge basée à Massemen (Flandre-Orientale).

## Histoire de l'équipe
L'équipe est basée à Massemen dans la province de Flandre-Orientale.

## Saisons précédentes

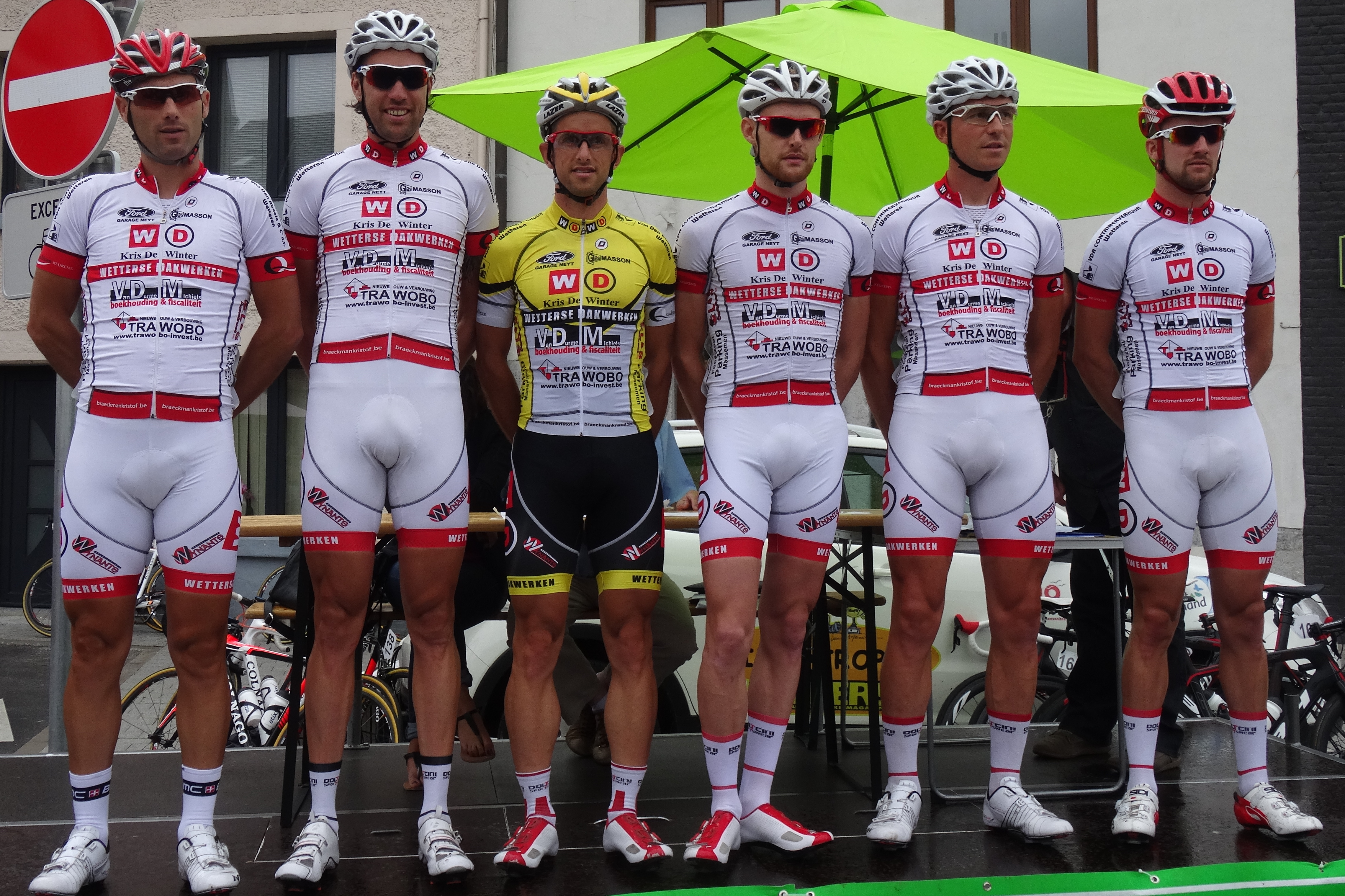
Six coureurs lors de la 1re étape du Tour de la province de Namur 2014.

Quelques coureurs
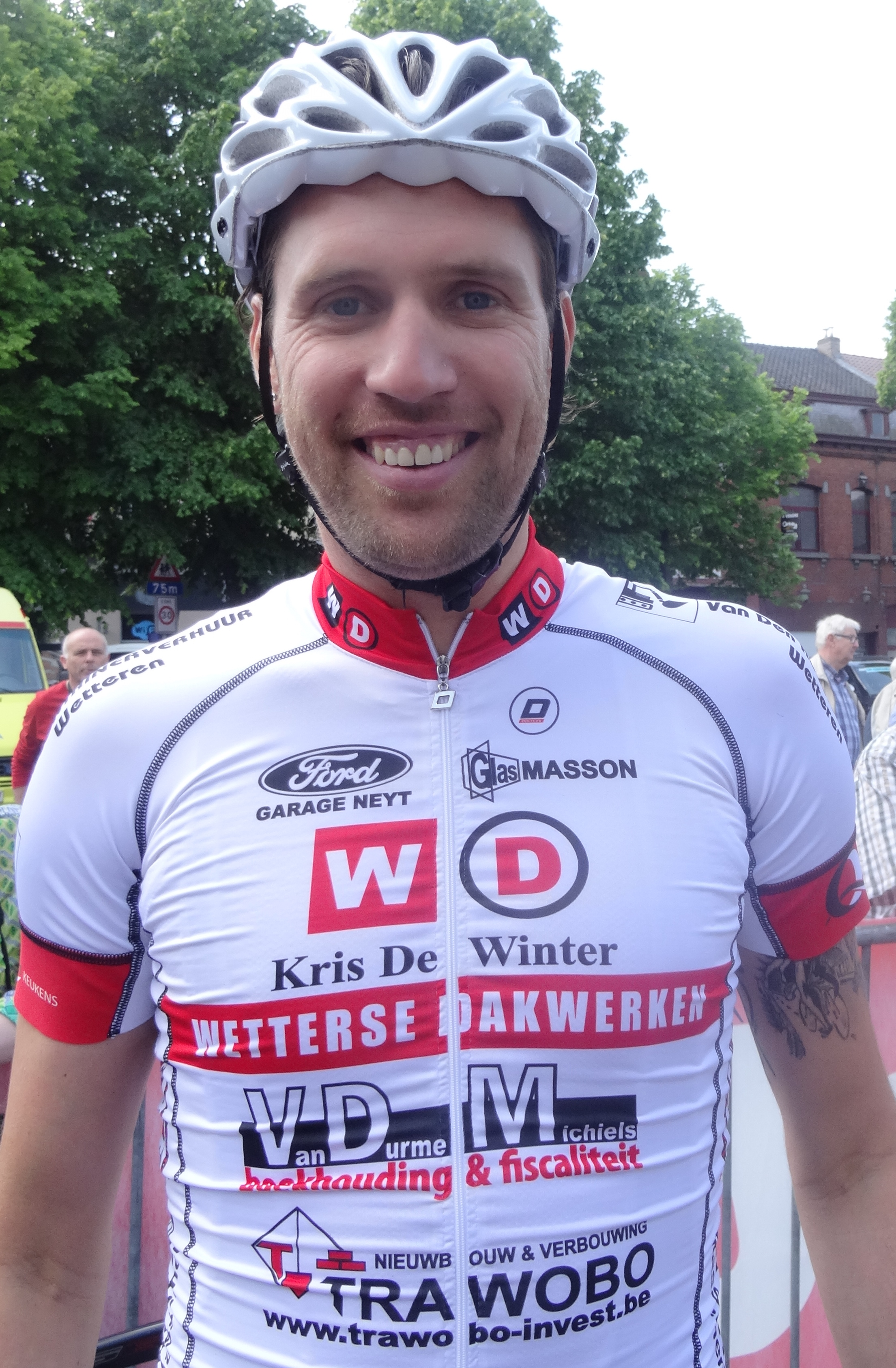
Frederik Penne.
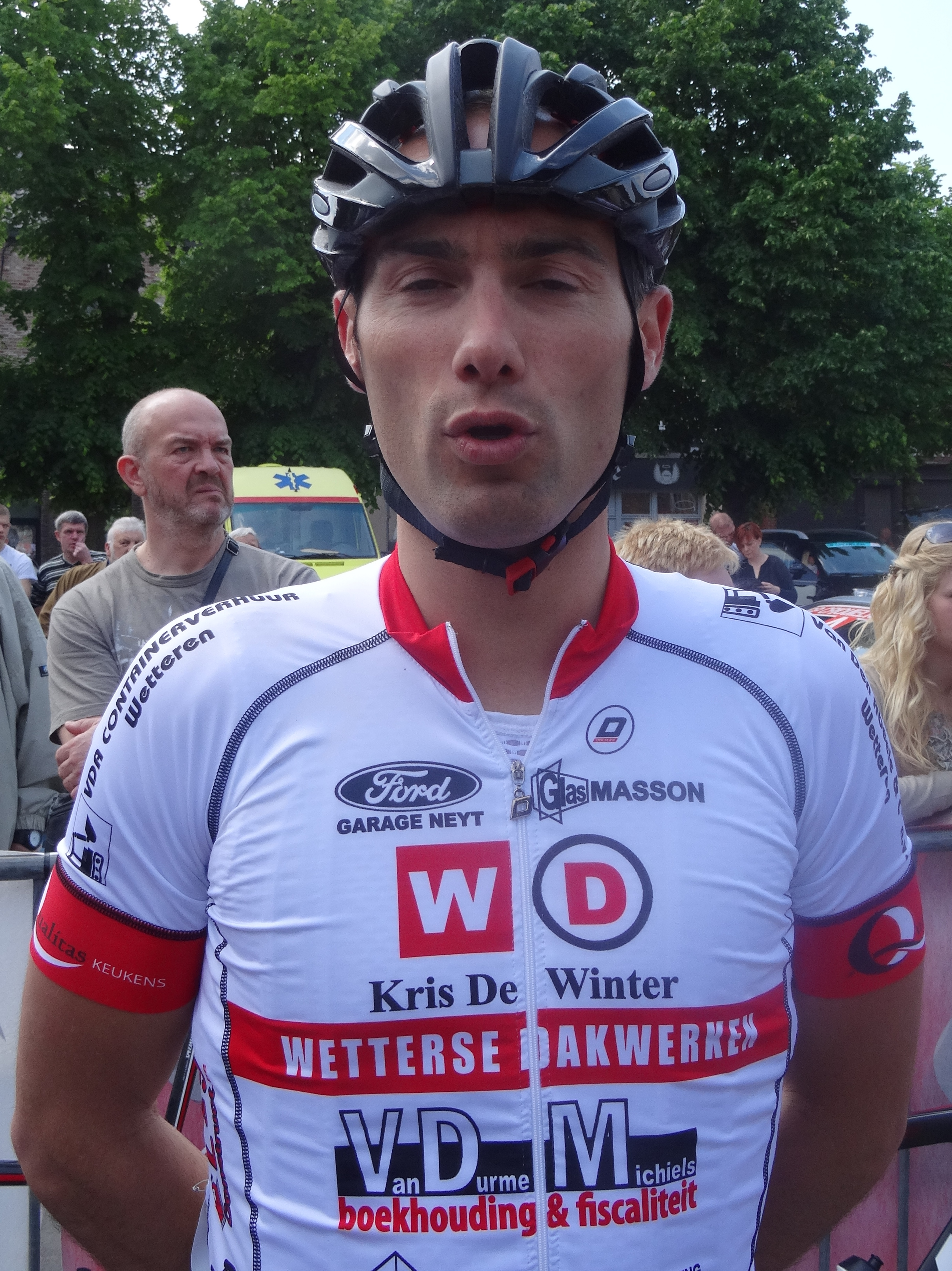
Davy Van Damme.
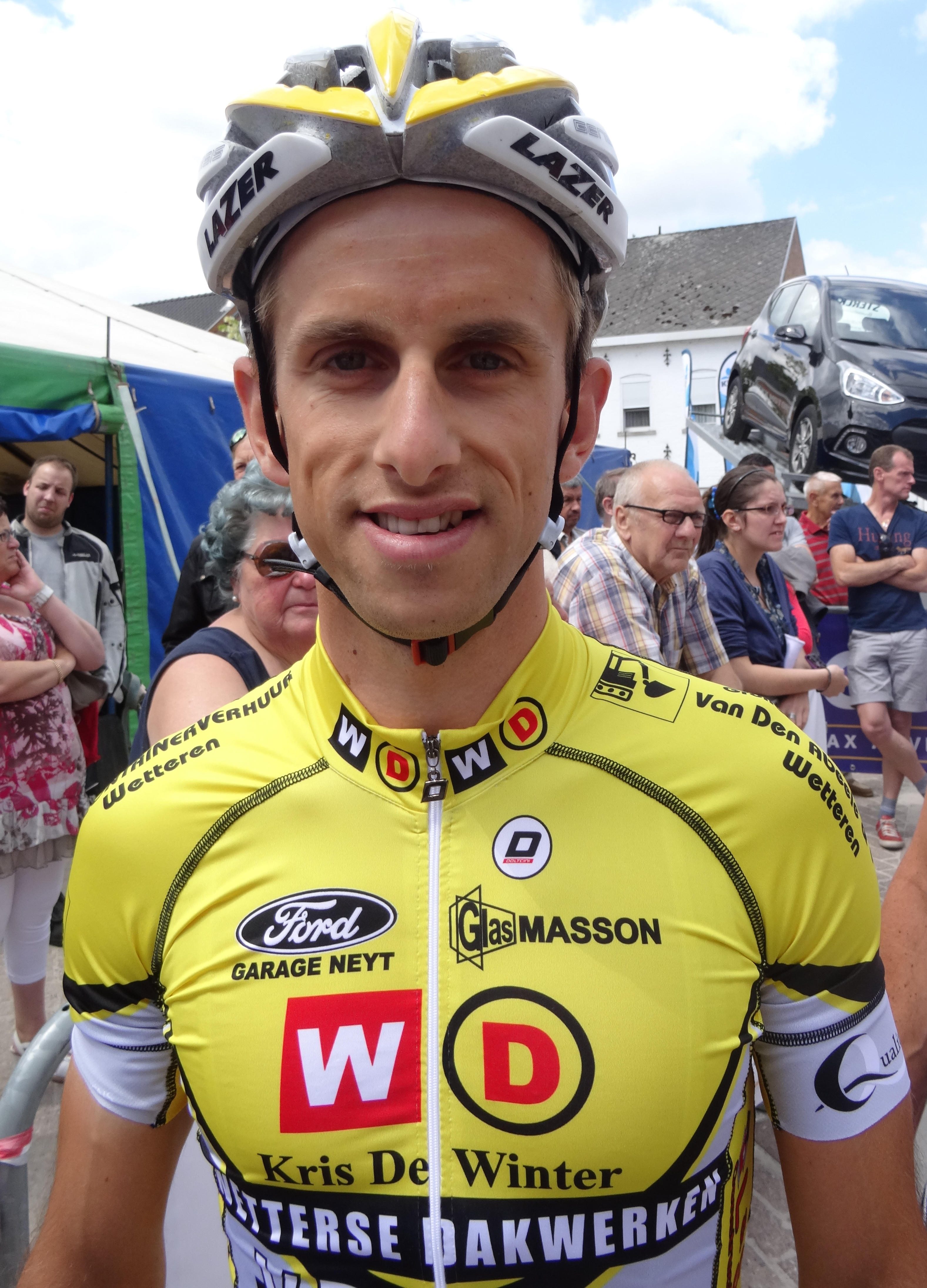
David Motte.
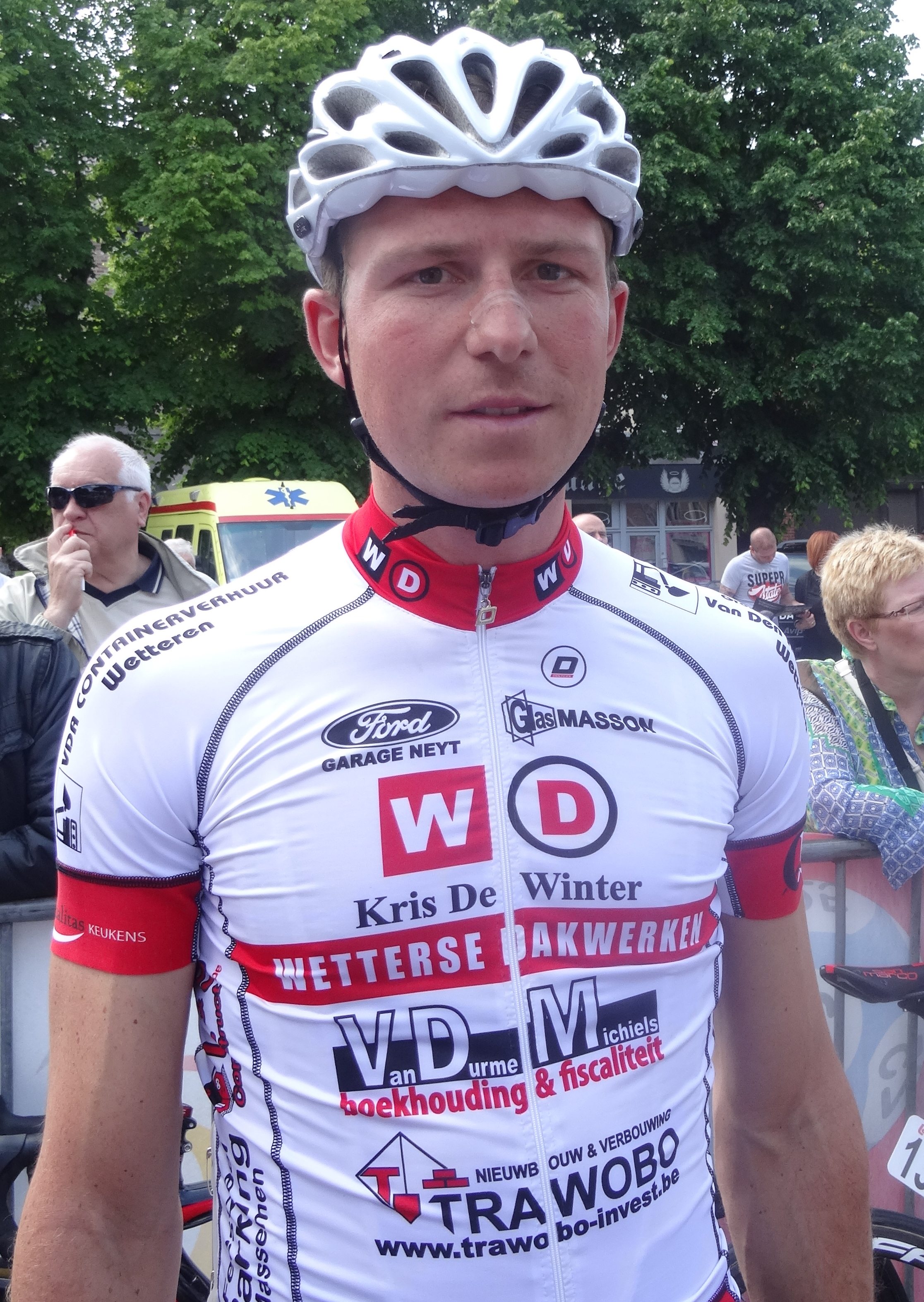
Frederik Van Boven.
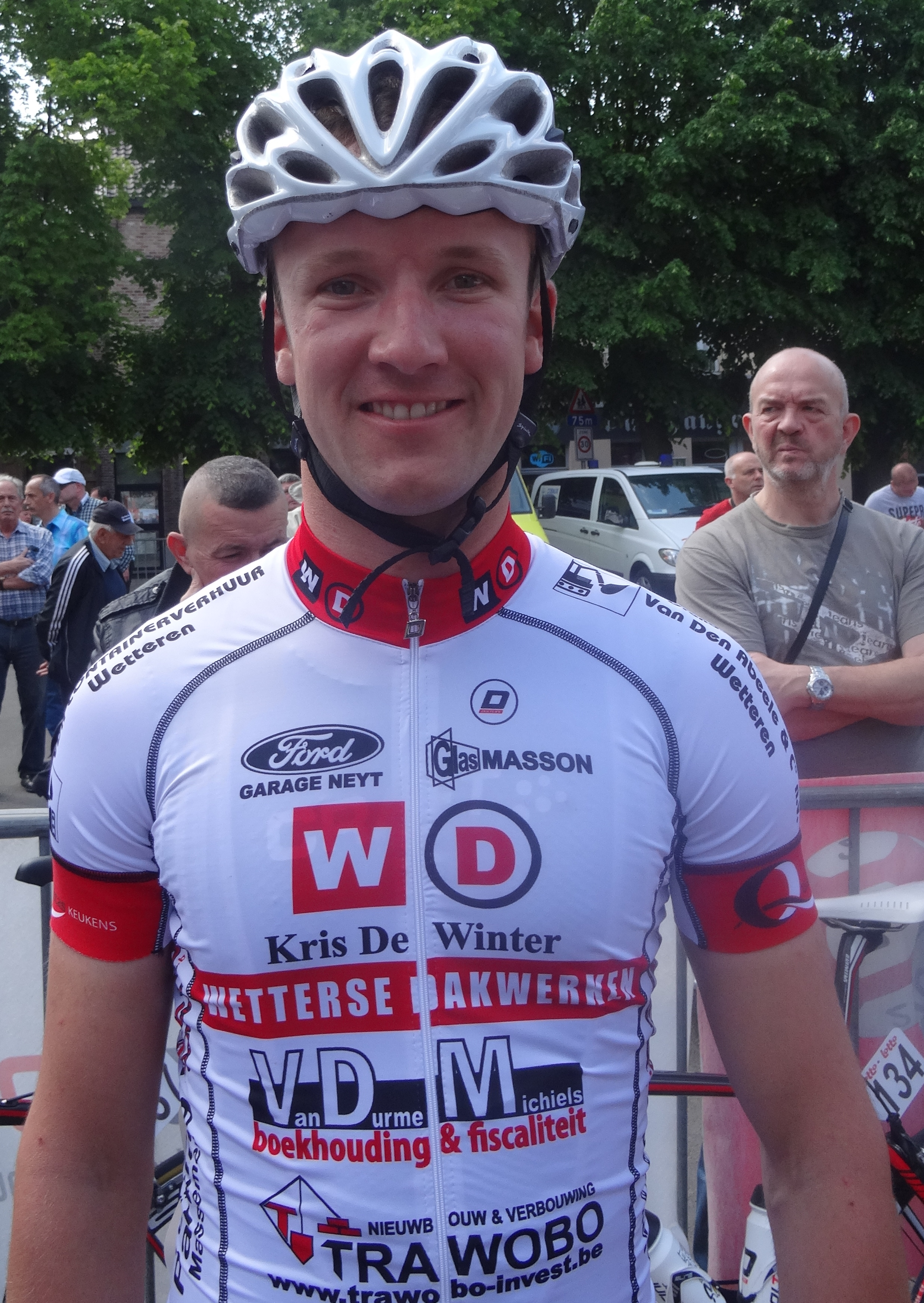
Jelle Brackman.
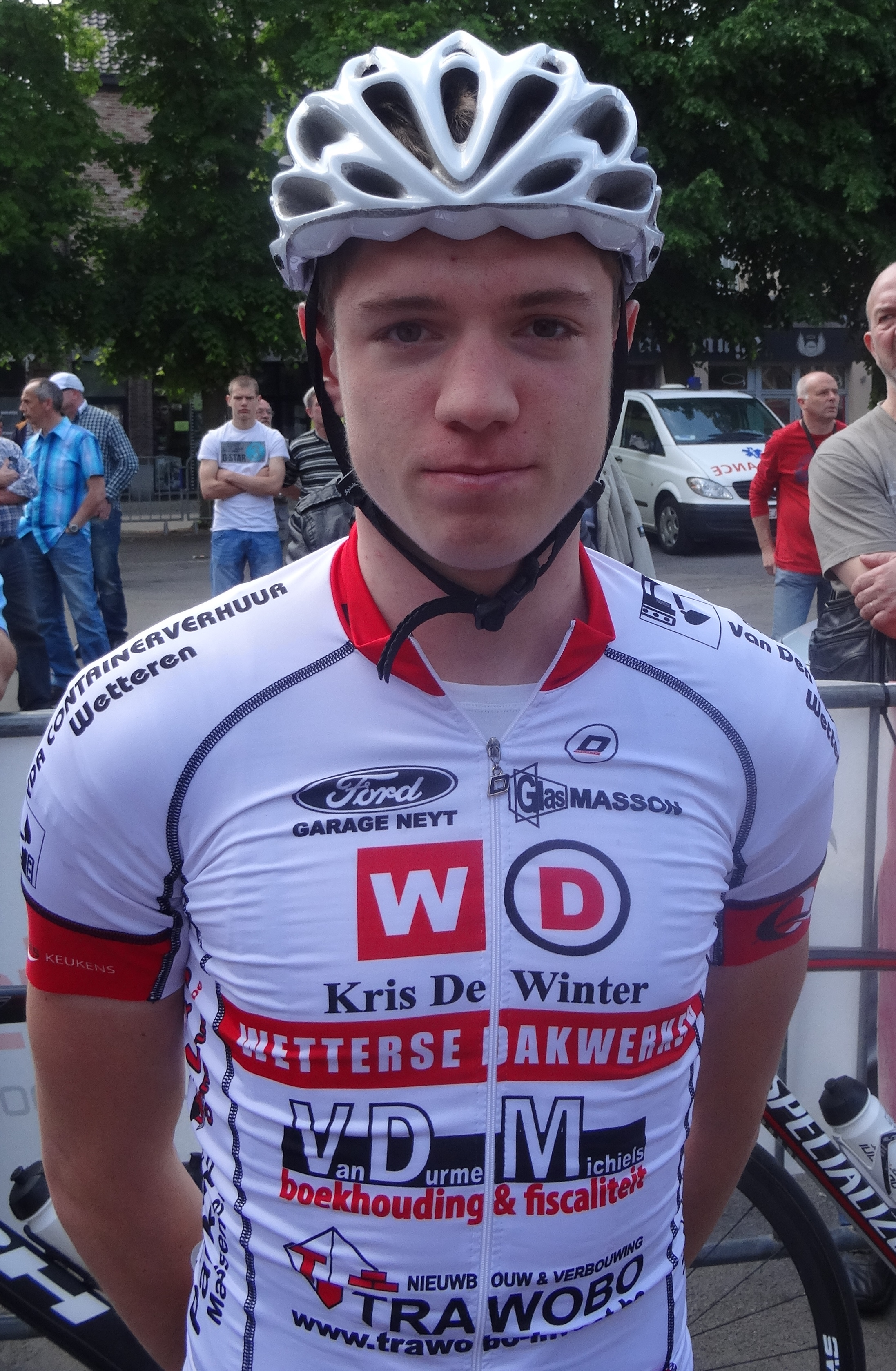
Jens Van Durme
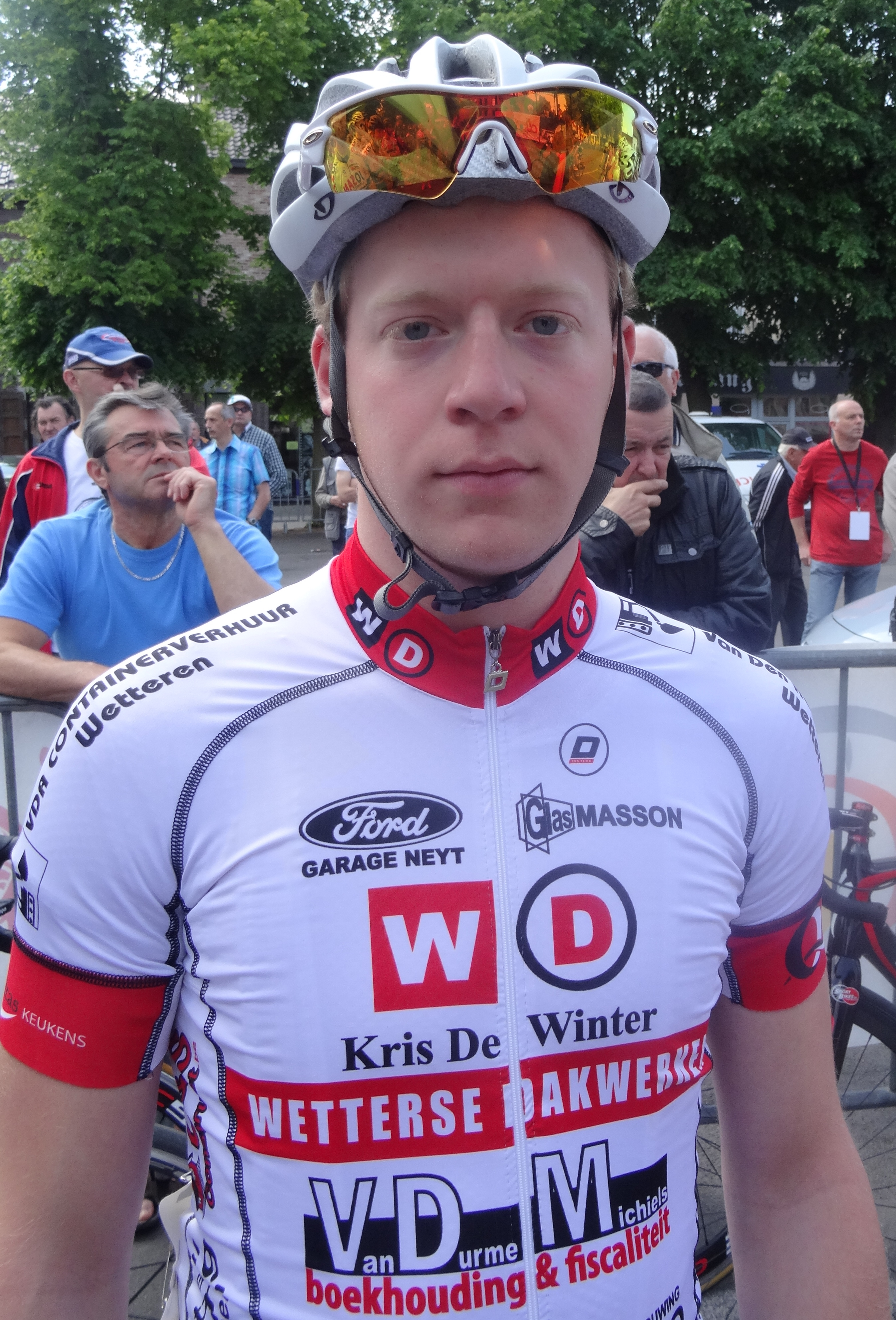
Jasper Dult.

## Wetterse Dakwerken-Trawobo-VDM en 2015

### Effectif

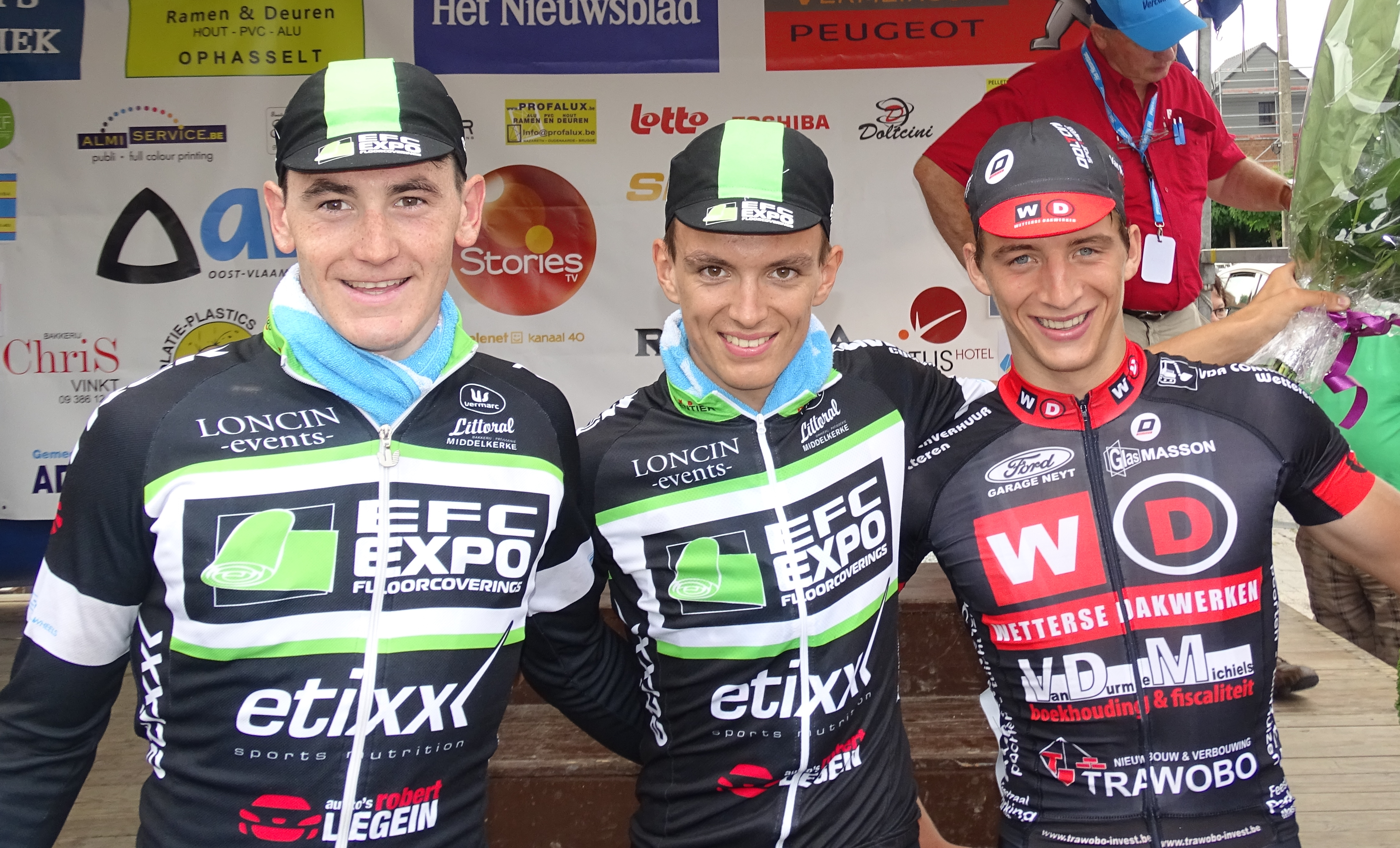
Podium de la 2e étape du Tour de Flandre-Orientale 2015 : Christophe Noppe (2e), Dennis Delmotte (1er) et Jasper Temmerman (3e).

| Cycliste             | Date de naissance | Nationalité      | Équipe 2014                                    |  |
| -------------------- | ----------------- | ---------------- | ---------------------------------------------- |  |
| Dennis Baeyens       | 30 octobre 1990   | Belgique         | Wetterse Dakwerken-Trawobo-VDM                 |  |
| Hans Becking         | 19 mars 1986      | Pays-Bas         | Betch.nlL SuperiorR Brentjens MTB Racing (VTT) |  |
| David Beulens        | 15 avril 1983     | Belgique         | Smartphoto                                     |  |
| Jelle Brackman       | 17 décembre 1989  | Belgique         | Wetterse Dakwerken-Trawobo-VDM                 |  |
| Koen De Bosscher     | 23 mai 1968       | Belgique         | Wetterse Dakwerken-Trawobo-VDM                 |  |
| Jens De Meyere       | 29 novembre 1993  | Belgique         | Wetterse Dakwerken-Trawobo-VDM                 |  |
| Laurens Dult         | 18 octobre 1994   | Belgique         | Wetterse Dakwerken-Trawobo-VDM                 |  |
| Sander Goddaert      | 25 mars 1990      | Belgique         | Wetterse Dakwerken-Trawobo-VDM                 |  |
| Lars Haverals        | 20 octobre 1994   | Belgique         | Josan-To Win                                   |  |
| David Motte          | 21 décembre 1985  | Belgique         | Wetterse Dakwerken-Trawobo-VDM                 |  |
| Stijn Penne          | 30 août 1983      | Belgique         | Wetterse Dakwerken-Trawobo-VDM                 |  |
| Bart Pieters         | 11 février 1994   | Belgique         | Wetterse Dakwerken-Trawobo-VDM                 |  |
| Marc Ryan            | 14 octobre 1982   | Nouvelle-Zélande |                                                |  |
| Ben Stassijns        | 5 janvier 1996    | Belgique         |                                                |  |
| Jasper Temmerman     | 6 octobre 1993    | Belgique         |                                                |  |
| Frederik Van Boven   | 17 août 1983      | Belgique         | Wetterse Dakwerken-Trawobo-VDM                 |  |
| Jens Van Durme       | 2 décembre 1993   | Belgique         | Wetterse Dakwerken-Trawobo-VDM                 |  |
| Quinten Vanlerberghe | 7 septembre 1994  | Belgique         | Van Der Vurst Development                      |  |
| Robin Venneman       | 11 janvier 1993   | Belgique         | Josan-To Win                                   |  |

### Victoires
| Date | Course | Pays | Classe | Vainqueur |
| ---- | ------ | ---- | ------ | --------- |